# Cantó d'Asnières-sur-Seine
El cantó d'Asnières-sur-Seine és un cantó francès del departament dels Alts del Sena, situat al districte de Nanterre. Creat amb la reorganització cantonal del 2015.

## Municipis
- Asnières-sur-Seine (en part)